# Công an tỉnh Nghệ An
Công an tỉnh Nghệ An là cơ quan Công an cấp tỉnh ở Việt Nam, thuộc hệ thống tổ chức của lực lượng Công an nhân dân Việt Nam tại Nghệ An. Công an tỉnh Nghệ An có trách nhiệm tham mưu cho Bộ Công an, Tỉnh ủy Nghệ An, Ủy ban Nhân dân tỉnh Nghệ An về bảo vệ an ninh quốc gia và giữ gìn trật tự, an toàn xã hội; chủ trì và thực hiện thống nhất quản lí Nhà nước về bảo vệ an ninh quốc gia, giữ gìn trật tự, an toàn xã hội trên địa bàn tỉnh Nghệ An; trực tiếp đấu tranh phòng, chống âm mưu, hoạt động của các thế lực thù địch, các loại tội phạm và các vi phạm pháp luật về an ninh quốc gia, trật tự, an toàn xã hội; tổ chức xây dựng lực lượng Công an thành phố cách mạng, chính quy, tinh nhuệ và từng bước hiện đại. Trụ sở của Công an tỉnh Nghệ An đặt tại số 7 đường Trường Thi, phường Trường Thi, thành phố Vinh, tỉnh Nghệ An

## Lãnh đạo hiện tại
| Thứ tự | Họ tên           | Cấp bậc | Năm sinh | Chức vụ                   | Quê quán                |
| ------ | ---------------- | ------- | -------- | ------------------------- | ----------------------- |
| 1      | Đinh Việt Dũng   | Đại tá  | 1977     | Giám đốc Công an tỉnh     | Ninh Bình               |
| 2      | Lê Văn Thái      | Đại tá  | 1966     | Phó Giám đốc Công an tỉnh | Nam Đàn, Nghệ An        |
| 3      | Nguyễn Duy Thanh | Đại tá  | 1976     | Phó Giám đốc Công an tỉnh | Đô Lương, Nghệ An       |
| 4      | Trần Ngọc Tuấn   | Đại tá  | 1978     | Phó Giám đốc Công an tỉnh | Thành phố Vinh, Nghệ An |
| 5      | Trần Hồng Quang  | Đại tá  | 1976     | Phó Giám đốc Công an tỉnh | Tam Nông, Phú Thọ       |
| 6      | Nguyễn Đức Cường | Đại tá  | 1975     | Phó Giám đốc Công an tỉnh | Nghi Lộc, Nghệ An       |

## Tổ chức

### Khối Cơ quan
- Khối An ninh
  1. Phòng An ninh đối ngoại (PA01)
  2. Phòng An ninh đối nội (PA02)
  3. Phòng An ninh chính trị nội bộ (PA03)
  4. Phòng An ninh kinh tế (PA04)
  5. Phòng An ninh mạng và phòng, chống tội phạm sử dụng công nghệ cao (PA05)
  6. Phòng Kỹ thuật nghiệp vụ (PA06)
  7. Phòng Ngoại tuyến (PA07)
  8. Phòng Quản lý xuất nhập cảnh (PA08)
  9. Phòng An ninh điều tra (PA09)
  10. Phòng Tình báo (PB01)
- Khối cảnh sát
  1. Văn phòng Cơ quan Cảnh sát điều tra (PC01)
  2. Phòng Cảnh sát hình sự (PC02)
  3. Phòng Cảnh sát điều tra tội phạm về tham nhũng, kinh tế, buôn lậu (PC03)
  4. Phòng Cảnh sát điều tra tội phạm về ma túy (PC04)
  5. Phòng Cảnh sát phòng, chống tội phạm về môi trường (PC05)
  6. Phòng Cảnh sát Quản lý hành chính về trật tự xã hội (PC06)
  7. Phòng Cảnh sát Phòng cháy chữa cháy & Cứu nạn cứu hộ (PC07)
  8. Phòng Cảnh sát giao thông (PC08)
  9. Phòng Cảnh sát đường thủy (PC08B)
  10. Phòng Kỹ thuật hình sự (PC09)
  11. Phòng Cảnh sát thi hành án hình sự và hỗ trợ tư pháp (PC10)
  12. Phòng Cảnh sát cơ động (PK02)
  13. Trại giam Nghi Kim (PC11)
- Hậu cần
  1. Phòng Hậu cần (PH10)
  2. Phòng tài chính (PH01)
  3. Bệnh viện Công an tỉnh
- Xây dựng lực lượng
  1. Phòng Tổ chức - Cán bộ (PX01)
  2. Phòng Tham mưu (PV01)
  3. Phòng pháp chế và cải cách hành chính, tư pháp (PV03)
  4. Thanh tra Công an thành phố Cần Thơ (PX05)
  5. Trung tâm huấn luyện và bồi dưỡng nghiệp vụ (PX02)
  6. Cơ quan Ủy ban Kiểm tra Đảng ủy Công an thành phố (PX06)
  7. Phòng Hồ sơ (PV06)
  8. Phòng Công tác Đảng và công tác Chính trị (PX03)
  9. Phòng Xây dựng phong trào toàn dân bảo vệ An ninh Tổ quốc (PV05)

### Khối Đơn vị trực thuộc
- Các đơn vị công an cấp xã của Nghệ An

## Khen thưởng
Ngày 7 tháng 2 năm 2024, Chủ tịch nước Võ Văn Thưởng đã ký Quyết định số 158/QĐ-CTN phong tặng danh hiệu Anh hùng Lực lượng vũ trang nhân dân cho Công an tỉnh Nghệ An.
Các hình thức khen thưởng đã nhận được: 2 Huân chương Hồ Chí Minh (1985 và 2007); Huân chương Bảo vệ Tổ quốc hạng Nhất; Huân chương Độc lập hạng Nhất, Nhì; Huân chương Chiến công hạng Ba; Cờ luân lưu của Chủ tịch Hồ Chí Minh (1976); 123 Huân chương các hạng; 9 năm cờ thi đua Chính phủ (từ 2015 - 2023), vv...

## Danh sách Giám đốc
| Thứ tự | Năm sinh | Họ và tên                   | Chức vụ                                                                            | Quê quán             |
| ------ | -------- | --------------------------- | ---------------------------------------------------------------------------------- | -------------------- |
| 1      | ?        | Nguyễn Tạo                  | Trưởng ty Trinh sát Nghệ An (tháng 8 năm 1945 – tháng 11 năm 1945)                 |                      |
| 2      | ?        | Phan Văn Quán               | Cục trưởng Nghệ An Công an Cục (1945 – 1946)                                       |                      |
| 3      | ?        | Võ Mai                      | Cục trưởng Nghệ An Công an Cục (tháng 3 năm 1946 – tháng 4 năm 1946)               |                      |
| 4      | ?        | Trần Mai                    | Trưởng ty Công an Nghệ An (1946 - 1947)                                            |                      |
| 5      | ?        | Nguyễn Duy Hải              | Trưởng ty Công an Nghệ (1947 - 1951)                                               |                      |
| 6      | ?        | Nguyễn Xuân Thành           | Trưởng ty Công an Nghệ An (1951 - 1953)                                            |                      |
| 7      | ?        | Ngô Sinh                    | Trưởng ty Công an Nghệ An (1953 - 1961)                                            |                      |
| 8      | ?        | Nguyễn Xuân Ất              | Trưởng ty Công an Nghệ An (1961 - 1966)                                            |                      |
| 9      | ?        | Đinh Văn Tuy                | Trưởng ty Công an Nghệ An (1966 - 1972)                                            |                      |
| 10     | ?        | Trần Thiệu                  | Trưởng Ty Công an Nghệ An (1972 - 1975), trưởng Ty Công an Nghệ Tĩnh (1975 - 1979) | Nghệ An              |
| 11     | 1928-    | Lê Văn Khiêu                | Giám đốc Công an Nghệ Tĩnh (1979 - 1992)                                           | Quỳnh Lưu, Nghệ An   |
| 12     | 1941-    | Trần Phồn                   | Giám đốc Công an Nghệ An (1992 - 2001)                                             | Yên Thành, Nghệ An   |
| 13     | 1957-    | Đại tá Phan Đình Trạc       | Giám đốc Công an Nghệ An (2001 - 2005)                                             | Diễn Châu, Nghệ An   |
| 14     | 1951-    | Võ Trọng Thanh              | Giám đốc Công an Nghệ An (2005 - 2010)                                             | Hưng Nguyên, Nghệ An |
| 15     | 1957-    | Thiếu tướng Nguyễn Xuân Lâm | Giám đốc Công an Nghệ An (2010 - 2015)                                             | Diễn Châu, Nghệ An   |
| 16     | 1962-    | Thiếu tướng Nguyễn Hữu Cầu  | Giám đốc Công an Nghệ An (2015- 2020                                               | Nghi Lộc, Nghệ An    |
| 17     | 1968-    | Thiếu tướng Võ Trọng Hải    | Giám đốc Công an Nghệ An (tháng 7 năm 2020 – tháng 4 năm 2021)                     | Đức Thọ, Hà Tĩnh     |
| 18     | 1972-    | Thiếu tướng Phạm Thế Tùng   | Giám đốc Công an tỉnh Nghệ An (tháng 4 năm 2021 - tháng 12 năm 2023)               | Tiên Lữ, Hưng Yên    |
| 19     | 1977-    | Thiếu tướng Bùi Quang Thanh | Giám đốc Công an tỉnh Nghệ An (tháng 12 năm 2023 - nay)                            | Bố Trạch, Quảng Bình |